# Лангобардское королевство
Лангоба́рдское короле́вство — раннефеодальное государство, исторически последнее из так называемых варварских королевств, образовавшихся на территории Западной Римской империи. Сложилось в 568 году и просуществовало до 774 года, когда было завоёвано франкским королём Карлом Великим.

## Предыстория
Германское племя лангобардов в начале V века пришло в район среднего течения Дуная. Там лангобарды приняли христианство в его арианской форме и стали федератами Византии. Ознакомившись с организацией византийского войска, лангобарды реорганизовали своё военное устройство по их образцу.
В условиях, когда наибольшей силой в землях на левом берегу Дуная обладали авары, король лангобардов Альбоин, опасаясь, что авары, хоть и были в союзе с лангобардами, могут, тем не менее, объявить им войну, принял решение переселить свой народ в Италию, где власть Византии после разгрома королевства остготов была ещё недостаточно сильной. Согласно преданиям, при этом ещё и полководец Нарсес, который желал стать независимым от власти византийского императора правителем, приглашал их в Италию.

## Завоевание Италии
В 568 году лангобарды под предводительством Альбоина вторглись в северо-восточную Италию. Там они основали первое на Апеннинском полуострове лангобардское княжество — Герцогство Фриуль, которому предстояло играть роль буфера между Италией и альпийскими славянами. В 572 году при Клефе, преемнике Альбоина на лангобардском троне, после трёхлетней осады была завоёвана Павия, ставшая столицей королевства.
Покорив северную Италию, лангобарды начали продвижение на юг. Расселившись почти по всему Апеннинскому полуострову, они раскололи итальянские владения Византии на несколько обособленных областей.
Быстрому завоеванию Италии лангобардами способствовало то, что после войн Империи с остготами византийцы ещё не успели в должной мере наладить административное управление итальянскими территориями. Местное население Италии (за исключением знати и церкви), истощенное налогами, не оказывало значительного сопротивления пришельцам.
В отличие от прочих германских племён, расселившихся на территории Римской империи, лангобарды не только не смешивались с местным населением, но даже вели жёсткую (вплоть до физического уничтожения) политику по отношению к нему.
Вторжение лангобардов в Италию и завоевание ими бо́льшей части полуострова перечеркнуло усилия императора Юстиниана I по восстановлению Римской империи. Император Юстин II попытался воспользоваться тем обстоятельством, что после убийства Клефа лангобардские герцоги не избрали себе нового короля и перестали, таким образом, представлять собой единую военно-политическую силу. Он направил в Италию войско, но оно всё равно оказалось разбито лангобардами: попытка Империи возвратить потерянные земли провалилась. Смирившись с этим, император Тиберий II в 580 году реорганизовал осколки итальянских владений в пять провинций.
В VI веке при королях Агилульфе (590—616), Ротари (636—652) и Гримоальде (662—671) лангобарды подчинили себе земли в среднем течении реки По, овладели Лигурией, а также Апулией и Тарентом. В первой половине VIII века они аннексировали область Эмилия и Романья, остров Корсику и ряд других территорий. Византия, которая в это время переживала вторжение славян и вела войну с Государством Сасанидов, не в состоянии была эффективно защищать свои итальянские территории. Король Бертари (661—662, 671—688) заключил мир с Византией.
В 727 году король Лиутпранд взял несколько городов Эмилии, и среди них морской порт Равеннского экзархата Классис, но саму Равенну он смог взять под свой контроль лишь в 737 году. Однако папа римский Григорий III потребовал восстановить предшествовавший этому событию статус-кво.
В 739 году Лиутпранд захватил несколько городов, принадлежавших Риму. Григорий III запросил помощи у фактического правителя франкского государства Карла Мартелла, предлагая ему за это часть византийских владений в Италии, но тот не пошёл тогда навстречу папе.
Племянники Лиутпранда, короли Ратхис (744—749) и Айстульф (749—756), продолжили борьбу против Равеннского экзархата. Айстульф довёл дело до конца, завоевав в 751 году Равенну и прогнав последнего экзарха Евтихия. Вскоре он начал угрожать и Римской области. Однако на это раз Рим был спасён франками, которых призвал в Италию глава католической церкви.

## Христианство в королевстве лангобардов
Агилульф (590—615/616) первым из королей лангобардов перешёл из арианства в ортодоксальное христианство. В этом его решении на него оказала влияние его жена Теоделинда. Однако массы лангобардов отказывались от арианства с большим трудом. Принявшие христианство, как большинство других германских племён, в его арианском варианте, лангобарды придерживались арианства с особым упорством, видя в нём опору для своей этнической обособленности. Они с большим трудом согласились признать после смерти Агилульфа власть его сына Аделоальда и регентство при нём его матери Теоделинды, тоже ортодоксальных христиан.
Аделоальд и его мать проводили решительную религиозную политику. При них страна была поделена на три религиозные зоны: ортодоксальную (кафолическую), арианскую и языческую. Но в целом все их усилия по обращению лангобардов в кафоличество были тщетными.
Следующие лангобардские короли Ариоальд (626—636) и Ротари (636—652) продолжали исповедовать арианство. Напряжённость в отношениях с папами стабильно нарастала, пока не перешла в открытую борьбу, вплоть до вооружённых столкновений. Эта борьба, в которую были вовлечены и франкские короли, выступавшие на стороне папы, шла с переменным успехом, заключения мирных договоров чередовались с их нарушениями.
Ариперт I (653—661) занял престол при поддержке католической церкви в 653 году после смерти Родоальда, сына Ротари. С этого короля началась поддержка католицизма в королевстве лангобардов. Ариперт I завещал дворянам избрать на престол после своей смерти двух его сыновей — Годеперта и Бертари, что и было сделано. Однако Годеперт был арианином, а Бертари католиком. Противоречия между братьями быстро привели к междоусобной войне, приведшей к тому, что герцог Беневенто Гримоальд убил Годеперта, изгнал из страны Бертари и узурпировал трон.
Несмотря на то, что Гримоальд состоял в браке с католичкой и поддерживал папство, он до конца жизни исповедовал арианство. Однако при нём получил распространение культ святого Михаила, как покровителя лангобардской армии.
В 671 году Бертари смог вернуться из ссылки и возвратить себе лангобардский трон. Он сделал католицизм официальной религией своего королевства и проводил активную религиозную политику, хотя и не признал папской власти.
Ариперт II (702—712) стремился сохранить хорошие отношения с папой и передал в дар Священному Престолу обширные земли.
В годы правления Лиутпранда (712—744) католическая религия стала новым элементом единства государства. Церковные структуры получили законодательное подкрепление. Церковь была поставлена под королевскую защиту, были запрещены определённые языческие практики и браки не по католическому обряду. Лиутпранд называл себя католическим королём лангобардов, прилагал большие личные усилия к укреплению католической церкви. Он разрешал многие конфликты между епархиями и герцогами, построил множество церквей, в Павии основал Базилику св. Петра «в Золотом небе», был первым королём лангобардов, который имел собственную часовню, купил у сарацин и перевёз в Павию останки Святого Августина.

## Политическая борьба в королевстве лангобардов
Король Альбоин умер в Вероне в 572 или 573 году в результате заговора, устроенного его женой Розамундой, дочерью короля гепидов Кунимунда, убитого Альбоином. У Альбоина не было сыновей, и после его гибели лангобардский престол перешёл к Клефу. Тот правил всего полтора года и погиб от рук своих подданных. И Альбоин, и Клеф отличались исключительной жестокостью. Это вселило в лангобардов ненависть к королевской власти как таковой, и они предпочли больше никого не избирать на королевский престол. На десятилетие установилось междуцарствие, и герцоги сделались фактически ни от кого не зависящими правителями в своих владениях — наступил период, получивший в истории название Правление герцогов.
Однако неспособность в одиночку противостоять Византии и Меровингам привела к пониманию необходимости всё-таки избрать нового короля. Чтобы королевская власть имела материальную опору, герцогам пришлось отдать королю половину своих земель. Город Павия также был отдан королю.
Десятилетие без королевской власти сформировало отличительную черту лангобардского королевства — сильная власть герцогов наряду с королевской властью. Короли старались ограничить могущество герцогов, присвоить себе право их назначения, но это им до конца не удалось. Многие лангобардские короли погибли в результате заговоров. Лишь немногим из них удавалось передать престол своим сыновьям.
Третьим лангобардским королём в 584 году был выбран сын Клефа Аутари. Его брак с Теоделиндой, дочерью баварского герцога, оказался фактом, более ста лет затем определявшим преимущество при наследовании престола в Павии (баварская династия).
Обстоятельства смерти Аутари в 590 году неизвестны, возможно, он был отравлен.
Преемником Аутари стал его двоюродный брат герцог Турина Агилульф, женившийся на его вдове Теоделинде. Специально к церемонии коронации Агилульфа по приказу Теоделинды была изготовлена «Железная корона лангобардов». Впоследствии Агилульф и Теоделинда передали эту корону на хранение в построенный ими храм Иоанна Крестителя в Монце.
После смерти Агилульфа в 615 или 616 году лангобардский трон перешёл к его малолетнему сыну от Теоделинды Аделоальду под регентством матери. Религиозная политика, проводимая Аделоальдом и Теоделиндой, вызывала сильное сопротивление лангобардской знати. Недовольство знати вызывала также неспособность молодого короля управлять государством из-за начавшегося психического расстройства. В 625 или 626 году, на десятом году правления, Аделоальд и его мать были свергнуты в результате заговора. О их дальнейшей судьбе достоверно ничего не известно.
Организовал заговор против Аделоальда и Теоделинды туринский герцог Ариоальд, занявший после этого на десять лет (626—636) трон. Вскоре после своего воцарения он запер свою жену в монастыре, обвинив её в заговоре против него с герцогом Фриуля Тасо.
Сын короля Ротари (636—652) Родоальд продержался на престоле всего пять месяцев и был убит мужем одной из своих любовниц.

### Борьба Бертари и его потомков за трон (661—702)
Ариперт I (653—661) был избран королём при деятельной поддержке папы. Он был весьма набожным и государственным делам предпочитал отшельничество. Перед смертью он попросил дворян избрать на престол совместно двух его сыновей — старшего Бертари и младшего Годеперта, что и было сделано. При этом Павия досталась Годеперту, а Бертари получил Милан. Между братьями (придерживавшимися разных направлений христианства) сразу же разгорелась война. Годеперт обратился за помощью к Гримоальду герцогу Беневента. Но вместо помощи тот при поддержке туринского герцога Гарибальда убил его во дворце в Павии. Бертари же был вынужден бежать — сам он скрылся у аваров, а жена и сын были сосланы в Беневент. После этого Гримоальд провозгласил себя королём и женился на Теодоте, дочери Ариперта I.
Во время случившегося заговора против Гримоальда Бертари вернулся в Италию, но из-за провала заговора был вынужден снова бежать, теперь к франкам. Когда Гримоальд договорился с франками о выдаче Бертари, тот был готов бежать ещё дальше, но в это время (671 год) Гримоальд умер. После этого Бертари смог окончательно вернуться. Он отстранил от престола малолетнего сына Гримоальда и установил свою законную власть.
Бертари пал жертвой заговора в 688 году.
Похожим образом протекало правление сына Бертари Куниперта (688—700): против него поднялись арианские повстанцы во главе с герцогом Тренто и Брешии Алахисом, с которым воевал ещё его отец, он потерпел поражение и также, как когда-то его отец, был отправлен в ссылку и также сумел вернуть себе трон. Сам Алахис погиб в сражении с Кунипертом.
После смерти Куниперта, трон перешёл к его сыну Лиутперту, внуку Бертари. Такое продолжение династии случилось впервые за сто лет со времени образования лангобардского королевства. Регентом при малолетнем короле был герцог Анспранд. За время своего краткого царствования он, как и его отец и дед, успел потерять и возвратить себе трон. Его власть оспаривали Рагинперт и его сын Ариперт II. Ариперт убил короля Лиутперта, а регента Анспранда выслал в Баварию.

### Конец баварской династии
Король Ариперт II (702—712) был последним лангобардским королём из баварской династии Теоделинды. Его правление не было спокойным: в королевстве происходило много восстаний, славяне постоянно совершали набеги на северо-восточные области, причиняя много беспокойства. В 703 году Фароальд II, герцог Сполето напал на Равеннский экзархат. Ариперт не поддержал герцога, так как стремился сохранить хорошие отношения с византийским императором и с римским папой. Он передал в дар Священному Престолу обширные земли.
В 711 году в Италию из ссылки вернулся Анспранд с большой армией, предоставленной ему баварским герцогом Теодебертом, и к которой присоединилось много жителей Венеции и других восточных районов королевства. В произошедшем сражении Ариперт потерпел поражение. Собрав свои сокровища, он хотел укрыться в пределах Франкского государства. Однако, при попытке переправиться через реку Тичино Ариперт утонул.

### Правление Лиутпранда (712—744)
После гибели Ариперта II Анспранд стал королём лангобардов, но просидел на троне лишь три месяца, когда умер, оставив королевство сыну Лиутпранду.
При Лиутпранде королевская власть у лангобардов достигла наибольшего могущества. Королевский дворец занял центральное место в жизни столицы, ему был придан священный характер. Основной функцией государства было провозглашено «выполнение божественной воли». Была трансформирована вся политическая система лангобардского государства, реорганизованы региональные органы власти, внесены изменения в управление дворцом. Была укреплена и судебная система — судьи напрямую докладывали королю о нарушениях и произволе местных властей, могли самостоятельно их пресекать. Сто пятьдесят законов пополнили Эдикт Ротари — высшее к тому времени достижение в законотворчестве лангобардских королей. Обновлённая правовая реформа основывалась на римском праве. При этом новые законы перед их принятием согласовывались с герцогами и собранием воинов.
Лиутпранду удалось многого добиться в подчинении герцогов своей власти. Так, когда в 732 году в Беневенто, наиболее могущественном герцогстве в составе Лангобардского королевства, случился спор о престолонаследии, Лиутпранд вмешался и издал свой указ, которому дворянство Беневенто подчинилось, и который определил наследника герцогской короны. В 739 году, когда Герцог Фриуля начал свою борьбу против патриарха Аквилеи, Лиутпранд посадил на фриульский трон герцогского сына, своего племянника Ратхиса. В том же году, когда герцог Тразимунд II стал проводить независимую внешнюю политику, противоречащую интересам Лиутпранда, тот объявил Тразимунда предателем, вторгся со своей армией в пределы Сполетского герцогства, взял Сполето и назначил там нового герцога, подчинив, таким образом, себе это герцогство.
В 737 году во время тяжёлой болезни Лиутпранда лангобардское дворянство решило короновать некоего Гильдепранда. Лиутпранд сначала отреагировал на это с яростью, но затем признал целесообразность этого акта ради обеспечения мир и стабильности в государстве. К концу правления Лиутпранда в Лангобардском королевстве впервые за долгое время установилась стабильность.
Церковь была поставлена Лиутпрандом под королевскую защиту, были запрещены и карались штрафом такие языческие практики, как гадание, магия, оккультизм. Также были запрещены браки не по католическому обряду, но в то же время были разрешены браки между лангобардами и римлянами, что вело к размыванию этнической обособленности лангобардов, которой они традиционно держались со времени своего появления в Италии.
В Павии при Лиутпранде развивалось строительство, что делало город архитектурным центром.

## Отношения с Византийской империей
Отношения лангобардских королей и герцогов с Византией имели конфликтный характер на всём протяжении их более чем двухсотлетней истории. Вторгшись в Италию, лангобарды, пользуясь апатией местного римского населения, быстро взяли под свой контроль большинство внутренних, большей частью аграрных регионов полуострова и Падании. Византийский флот, тем не менее, довольно долго продолжал удерживать контроль над прибрежными районами, а также крупнейшими городами (Рим, Неаполь, Равенна, Генуя) и дорогами страны (среди которых были Фламиниева и Америниева дороги), где античные традиции были наиболее ярко выражены. С одной стороны, лангобарды сильно уменьшили итальянские владения Византии. Однако сопротивление византийцев по линии Рим — Равенна привёл к расколу Лангобардского королевства на две крупные обособленные области — северную (Большая Лангобардия) и южную, которая в византийской (оба термина ввёл Феофан Исповедник), а затем и в западной историографии получила название Малая Лангобардия.

## Отношения со славянами
Между 670 и 738 годами славяне-хорутане с переменным успехом воевали с лангобардами за контроль над Восточными Альпами в районе Вишкорша (соврем. Монтеаперта). Некоторые славянские роды компактно расселились вдоль восточной границы лангобардского Фриуля, где их потомки проживают до сих пор.

## Отношения с ругами и протоболгарами
Итальянский историк права Доменико Пардуччи, проводя параллель между варягами русских летописей и сословием waregang, существовавшим в Лангобардском королевстве, считает значением слова «приехавший по договору», видя в них пришельцев, живущих на территории принимающей стороны на условиях некоего договора или клятвы.
На таких правах в Лангобардском королевстве жили не только славяне, но и руги, оставшиеся от времени готов или пришедшие вместе с лангобардами, отдельные поселения которых существовали ещё в IX веке в Северной Италии, причём, видимо, сохраняли арианство, и протоболгары Альцека. Но от них в современной Италии остались только итальянские фамилии Булгари, Болгари, географические названия и т. д. Как отдельные этнические группы представители этого сословия и лангобарды не существуют. Остались только названия Ломбардия, Фриули и т. д.

## Отношения с франками
В 574 году, в период междуцарствия три лангобардских вождя вторглись в южные пределы Франкского государства. Один из них — Амон — дошёл до Авиньона и Марселя, разграбил Арльскую провинцию, уведя оттуда людей и скот, потом осадил Экс и, взяв с жителей выкуп, отошёл к Амбрену. Другой — Забан — дошёл до Валанса и осадил его. Третий — Родан — захватил Гренобль. Там в сражении Родан потерпел поражение и, будучи раненым, с несколькими сотнями своих воинов ушёл к Забану. Далее эти два лангобардских вождя с добычей начали отступление к Амбрену для соединения с Амоном. Однако франки выступили им навстречу и разгромили их. Лишь немногие из лангобардского войска Забана и Родана вернулись в Италию. Узнав об этом, Амон с добычей тоже начал отступление домой в Италию, а франки, преследуя лангобардов, заняли некоторые районы в Савойских Альпах, до этого отвоеванные лангобардами у византийцев.
В 584 году меровингский король Хильдеберт II, находясь в то время в союзе с Византией, пересёк Альпы и продемонстрировал лангобардским герцогам, управлявшимся ещё без короля, военную мощь франков. В годы правления избранного королём Аутари (584—590) франки ещё два раза вторгались в пределы лангобардского королевства. Первое их вторжение (в 588 году) было успешно отбито, а второе (в 590 году) привело к разорению Италии.
При Агилульфе, преемнике Аутари на королевском троне (590—615/616), лангобарды замирились с франками. Новое вторжение Меровингов во владения лангобардов произошло лишь спустя семьдесят лет, во время правления короля Гримоальда (662—671), который нанёс франкам поражение.
Король Лиутпранд (712—744) с самого начала своего царствования прикладывал все усилия для удержания мира со своими северными соседями. С возникновением арабской угрозы и франки стали видеть в лангобардах своих естественных союзников. В это время в королевстве франков номинально правили ещё Меровинги, но фактически уже Каролинги, с которыми у лангобардов была давняя вражда. Ситуация изменилась, когда в 720 году Лиутпранд женился на Гунтруде, племяннице Карла Мартелла. С этого времени между Лангобардским королевством и Каролингами были установлены тесные связи. В 738 году Карл Мартелл попросил помощи у Лиутпранда для отражения нападения арабов на Прованс. Лиутпранд мобилизовал свою армию, вступил в Прованс и обратил захватчиков в бегство. Победа над «неверными» укрепила авторитет Лиутпранда как защитника христианства.

## Завоевание Лангобардского королевства франками
В середине VIII века нарушился хрупкий баланс между лангобардскими королями и папством. В 751 году король Айстульф ликвидировал Равеннский экзархат, под чьим непосредственным протекторатом находилось папство. Над Римом нависла угроза лангобардского завоевания. Хотя франки и находились с лангобардами в дружественных отношениях и видели в них своих союзников в борьбе с арабами и внутренней аристократической оппозицией, папа Захария (741—752) не видел другого пути спасения, кроме как добиваться поддержки у франков.
С санкции папы во Франкском государстве была свергнута династия «ленивых королей» Меровингов, и фактический правитель, майордом Пипин Короткий, был в ноябре 751 года провозглашён королём. Сакральная легитимация власти Пипина давала папам право рассчитывать на его признательность в форме военной помощи против лангобардов. Однако прошло несколько лет, прежде чем франкский король сделал свой выбор в пользу Рима. Папе Стефану II(III) пришлось в 754 году самому отправиться во Франкское государство и во второй раз — теперь лично — освятить власть Пипина и признать её наследственной. После этого Пипин уже не мог игнорировать обращения Церкви.

### Война 755—756 года Пипина против Айстульфа
В 755 году Пипин предложил Айстульфу очистить церковные владения «миром и без пролития крови», но тот проигнорировал предложение. Тогда «сам Святой Петр» обратился (чудесным образом) к Пипину с письмом, и франки вторглись в Италию на правах защитника Церкви и, вскоре, принудили лангобардов просить мира. Осаждённый в своей столице Павии, Айстульф сдал город и даже предоставил победителю сорок заложников в качестве гарантий того, что враждебные намерения в отношении папства не будут возобновлены. Но едва Пипин ушёл, лангобардский король нарушил своё обещание и осадил Рим. Повторный поход Пипина, верного союзу с папой, в мае 756 года также закончился победой. Отвоёванные у лангобардов центрально-итальянские области Римского герцогства, Равеннского экзархата, Пентаполя и Умбрии, он отдал папству («Пипинов дар»), установив над ними свой контроль. Эти земли стали основой Папской области.
После смерти Айстульфа в 756 году Лангобардское королевство вошло в кризисный период — его расшатывала борьба претендентов на трон и центробежные устремления племенной и военной аристократии. Папство же под покровительством франков превратилось в самостоятельную силу, не только потеснившую лангобардов с политической сцены, но и пытавшуюся использовать их уже как орудие осуществления собственных планов.

### Дипломатия Дезидерия
Пока был жив Пипин Короткий, новый король лангобардов Дезидерий (757—774) придерживался выжидательной тактики, ограничиваясь дипломатической игрой на разногласиях Рима и Константинополя. После раздела Франкского государства между сыновьями Пипина Карлом и Карломаном ситуация выгодно изменилась. Оба преемника Пипина немедленно взялись за удельное соперничество, не придавая значения положению дел в Италии. Дезидерий начал строить свою внешнюю политику на использовании этого обстоятельства. К тому же и Карломан, чьи земли граничили непосредственно с королевством лангобардов, стал открыто искать дружбы с Дезидерием в противовес растущему могуществу старшего брата.
Внезапная смерть Карломана в конце 771 года мгновенно разрушила все планы лангобардского короля. Карл немедленно овладел землями брата, воссоединив, таким образом, под своей властью всё Франкское государство. Поскольку опасность междоусобицы была устранена, отпала необходимость политических реверансов Карла в сторону лангобардов. Более того, Карл при этом нанёс жестокое оскорбление престарелому Дезидерию, отвергнув навязанную ему в супруги его дочь. Ответным ударом Дезидерия стало объявление притязаний на удел Карломана от имени малолетних сыновей последнего, которые нашли приют при лангобардском дворе.
В начале 772 года скончался ещё и папа Стефан III (IV). Если этот папа ещё колебался в вопросе франкского протектората, то новый понтифик Адриан I (772—795) сохранял безусловную профранкскую ориентацию. Чтобы заставить папу поддержать своё требование в отношении детей Карломана и короновать их как франкских королей, Дезидерий прибег к военному давлению и в конце 772 года аннексировал ряд папских владений. Хотя Карл и был в это время занят войной с саксами, такой выпад Дезидерия, оспаривавшего его права на престол, поставил франкского короля перед необходимостью как можно скорее устранить опасность, исходившую из-за Альп. Война стала неизбежной.

### Война 773—774 года Карла Великого против Дезидерия
В сентябре 773 года войска Карла были стянуты к Женеве. Оттуда король обратился к Дезидерию с формальным предложением освободить захваченные им в прошлом году церковные владения — именно об этом просил папа Адриан, и именно это стало поводом к началу нового военного вмешательства франков в Италии. Ультиматум Карла остался без ответа.
Организуя наступление, Карл разделил своё воинство на две армии, из которых основная, ведомая самим королём, пересекла Альпы через перевал Мон-Сенис и была задержана лангобардами во главе с Дезидерием близ местечка Суза у подножия Котских Альп. Другая франкская армия, во главе с дядей короля Бернгардом, переправилась значительно севернее — через перевалы Большой и Малый Сен-Бернар. Опасность ситуации вынудила лангобардов отступить. Одну часть своего войска Дезидерий отвёл в хорошо защищённую Павию, другая двинулась дальше на восток и укрепилась в Вероне.
Верона пала уже зимой 773/774 годов и Карлу удалось захватить укрывшихся там вдову и сыновей Карломана. Осада Павии же затянулась до начала лета. 5 июня 774 года Карл совершил триумфальный въезд в лангобардскую столицу, где был коронован «железной короной» лангобардских королей и принял титул «Rex Francorum et Langobardorum».
Дезидерий попал в руки победителя и был заточён в монастырь Корби, где впоследствии и умер.
После покорения Лангобардского королевства Карлу пришлось предпринять ещё несколько походов за Альпы. В начале лета 776 года он выступил против восставшего герцога Фриуля и заставил его покориться. Угрозу франкскому господству в Италии представляло также фактически независимое существование Беневенто — лангобардского герцогства в Южной Италии. По отношению как к франкам, так и к папству беневентский герцог Арехис II (758—787), зять Дезидерия, занимал враждебную позицию и не скрывал сепаратистских устремлений. Однако кампания против Беневенто не приобрела широкого размаха, так как Арехис II довольно быстро обратился к франкскому королю с просьбами о мире и признании своего вассалитета. Герцог Гримоальд III (788—806), наследовавший Арехису после его смерти, подтвердил вассальную присягу Карлу Великому.

## Короли лангобардов
- Альбоин (568—572/573)
- Клеф (572/573—574)
- Правление герцогов (574—584)
- Аутари (584—590)
- Агилульф (590—615/616)
- Аделоальд (615/616—625/626)
- Ариоальд (625/626—636)
- Ротари (636—652)
- Родоальд (652—653)
- Ариперт I (653—661)
- Годеперт (661—662)
- Гримоальд (662—671)
- Гарибальд (671)
- Бертари (661—662);(671—688)
- Куниперт (688—689);(689—700)
- Лиутперт (700—702)
- Рагинперт (701)
- Ариперт II (702—712)
- Анспранд (712)
- Лиутпранд (712—744)
- Гильдепранд (744)
- Ратхис (744—749)
- Айстульф (749—756)
- Дезидерий (756—774)